# Down Low (filme)
Down Low (bra: Fundo do Poço) é um filme de comédia ácida americano de 2023, dirigida por Rightor Doyle, com roteiro de Lukas Gage e Phoebe Fisher. É estrelado por Zachary Quinto, Gage, Simon Rex, Audra McDonald e Judith Light.
Teve sua estreia mundial no South by Southwest em 11 de março de 2023. Foi lançado em 10 de outubro de 2023, pela Stage 6 Films.

## Elenco
- Zachary Quinto como Gary
- Lukas Gage como Cameron
- Judith Light como Sandy
- Simon Rex como Buck
- Sebastian Arroyo como Sammy
- Christopher Reed Brown como Raymond
- Audra McDonald como Patty

## Produção
Em maio de 2021, foi anunciado que Rightor Doyle dirigiria o filme, a partir de um roteiro de Lukas Gage e Phoebe Fisher, com a produção da FilmNation Entertainment. Em outubro de 2021, foi anunciado que Gage, Zachary Quinto, Simon Rex, Audra McDonald, Judith Light e Sebastian Arroyo se juntaram ao elenco do filme.

## Lançamento
Down Low teve sua estreia mundial no South by Southwest em 11 de março de 2023. Foi lançado em 10 de outubro de 2023, pela Stage 6 Films.

## Recepção
No site agregador de resenhas Rotten Tomatoes, 67% das 12 resenhas dos críticos são positivas, com uma classificação média de 6,4/10. O Metacritic, que usa uma média ponderada, atribuiu ao filme uma pontuação de 48 em 100, com base em quatro críticos, indicando críticas "mistas ou médias".